# Pokal evropskih prvakov 1970/71 (hokej na ledu)
Pokal evropskih prvakov 1970/71 je šesta sezona hokejskega pokala, ki je potekal med oktobrom in 4. septembrom. Naslov evropskega pokalnega zmagovalca je osvojil klub CSKA Moskva, ki je v finalu premagal Duklo Jihlava.

## Tekme

### Prvi krog
| 1. klub       | Rezultat   | 2. klub              |
| ------------- | ---------- | -------------------- |
| HIFK          | 4:2, 4:0   | GKS Katowice         |
| HC Chamonix   | 3:5, 1:6   | EC KAC               |
| KSF København | 3:7, 1:5   | Újpesti TE           |
| Vålerenga     | 2:5, 2:7   | SG Dynamo Weißwasser |
| HK Jesenice   | 13:3, 10:2 | HK Krakra Pernik     |
| SG Cortina    | 3:4, 2:5   | EV Landshut*         |

*  EV Landshut je bil diskvalificiran

### Drugi krog
| 1. klub              | Rezultat          | 2. klub              |
| -------------------- | ----------------- | -------------------- |
| HK Jesenice          | 2:5, 3:7          | SG Dynamo Weißwasser |
| HIFK                 | 4:4, 2:7          | Brynäs IF            |
| Újpesti TE           | 3:1, 5:7 (1:3 KS) | SG Cortina           |
| HC La Chaux-de-Fonds | 1:2, 1:2          | EC KAC               |

### Četrtfinale
| 1. klub              | Rezultat  | 2. klub   |
| -------------------- | --------- | --------- |
| SG Cortina           | 6:1, 0:3  | EC KAC    |
| SG Dynamo Weißwasser | 3:5, 5:12 | Brynäs IF |

### Polfinale
| 1. klub    | Rezultat | 2. klub       |
| ---------- | -------- | ------------- |
| SG Cortina | 4:6, 2:5 | Dukla Jihlava |
| Brynäs IF  | 2:6, 4:6 | CSKA Moskva   |

### Finale
| 1. klub     | Rezultat | 2. klub       |
| ----------- | -------- | ------------- |
| CSKA Moskva | 7:0, 3:3 | Dukla Jihlava |